# Histórica relación del Reyno de Chile

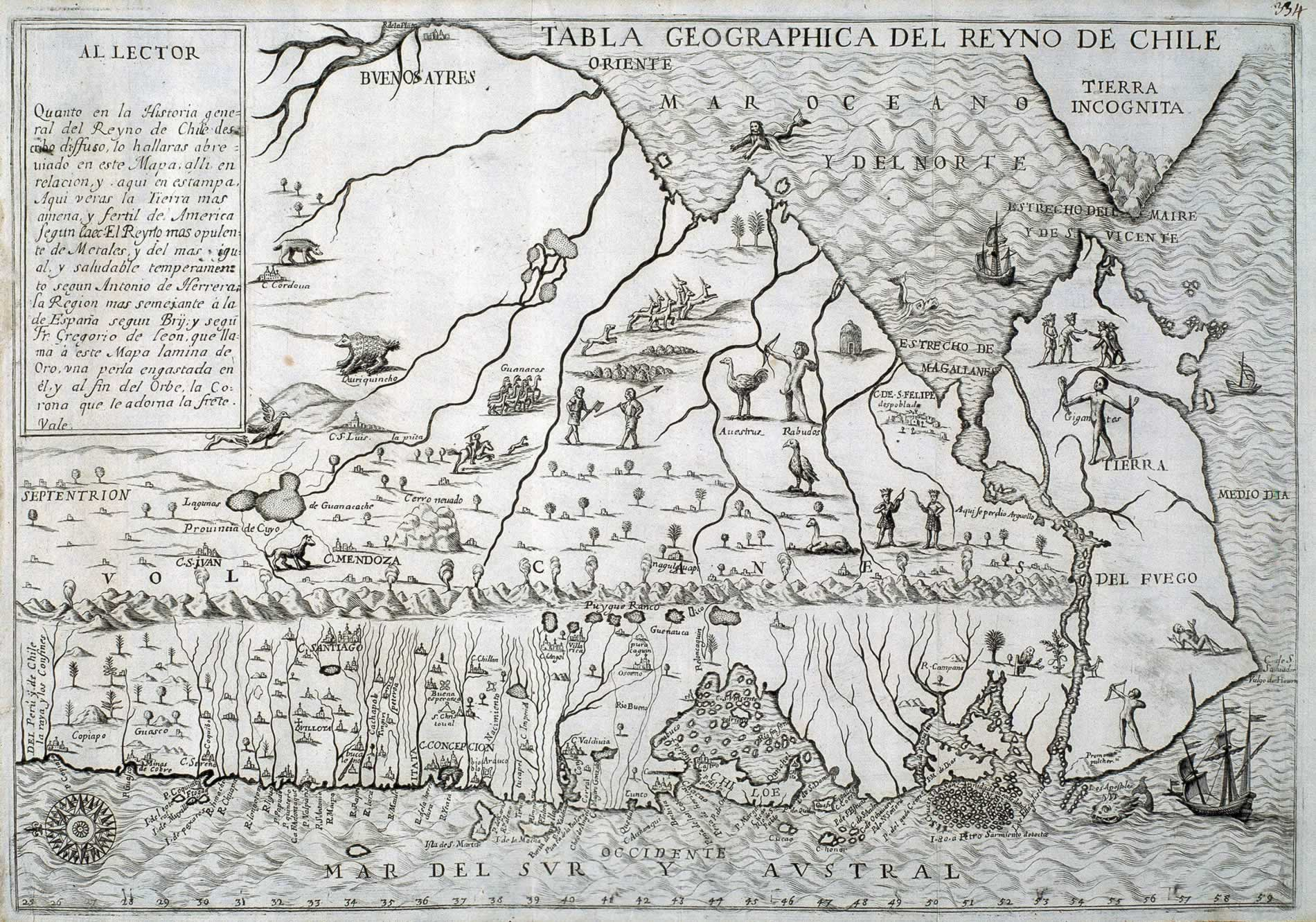
Tabla Geographica del Reyno de Chile en Histórica relación.

La Histórica relación del Reyno de Chile es una obra escrita por el jesuita español Alonso de Ovalle, publicada en Roma por Francisco Caballo en el año 1646 simultáneamente en castellano y en latín, y reeditada en años posteriores, siendo para la época una de las principales referencias sobre Chile en Europa.
Fue la primera obra histórica sobre el país llevada a la imprenta por un jesuita chileno. Según Ovalle, habría iniciado esta obra por el desconocimiento y la ignorancia que se tenía sobre su patria durante su estadía en Europa, cuando fue enviado en 1642 con el propósito de reclutar misioneros para evangelizar la zona de Arauco.
Histórica relación del Reyno de Chile fue una importante fuente de lectura e información por sus grabados que muestran escenas de usos y costumbres de la época, escenas de la Guerra de Arauco, retratos de los conquistadores y gobernadores de Chile, así como un primitivo mapa del territorio Chileno, la Patagonia, Tierra del Fuego y el Mar del Sur.
Consta principalmente de ocho libros o capítulos:
- Libro Primero, Dela naturaleza, y propiedades del Reyno de Chile
- Libro Segundo, Dela segunda, y Tercera parte del Reyno de Chile
- Libro Tercero, Delos habitadores deel Reyno de Chile
- Libro Quarto, Dela entrada delos Españoles en el Reyno de Chile
- Libro Quinto, Dela conquista, y fundación del Reyno de Chile
- Libro Sexto, En que se contienen varios successos dela guerra en tiempo delos otros Governadores de Chile que succedieron alos passados
- Libro Séptimo, Delos successos, y estado del Reyno de Chile hasta el último Governador, que ha tenido
- Libro Octavo, Del Principio y progressos que ha tenido la fee en el Reyno de Chile